# 네팔의 역사
네팔의 역사는 남아시아와 동아시아 지역을 포함한 인도 아대륙과 주변 지역의 역사와 얽혀 있다.
네팔은 다민족, 다민족, 다문화, 다종교, 다언어 국가이다. 가장 많이 쓰이는 언어는 네팔어이고 그 다음으로는 여러 민족 언어들이 있다.
네팔 왕국은 1768년에 세워졌고 네팔의 모든 영토를 통일하는 운동을 시작했다. 청나라가 1792년부터 1865년까지 청나라의 조공국가로 인정된 청나라-네팔 전쟁에 참가하여 일부 옛 영토가 상실되었다. 영국-네팔 전쟁은 영국의 승리로 끝났고 일부 네팔 영토를 할양했다. 네팔 의회는 2006년 6월 제헌의회 선거를 위한 역사적인 투표에서 군주제를 폐지하는 투표를 했다. 2008년 5월 28일 네팔은 공식적으로 '네팔 연방민주공화국'으로 개칭되었다.

## 같이 보기
- 아시아의 역사
- 인도의 역사
- 네팔의 정치